# Aron z Kangeq

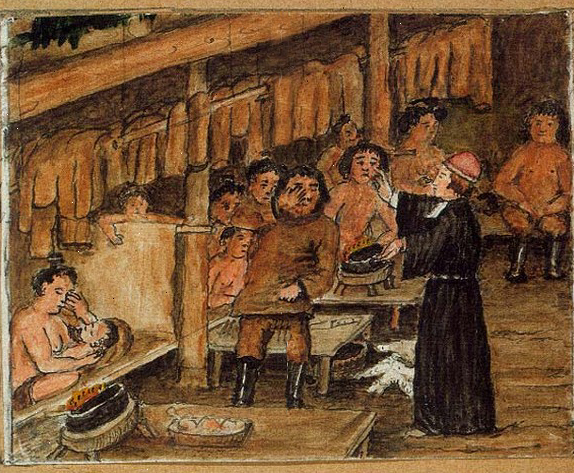
Obraz przedstawiający misjonarza podczas nauczania

Aron z Kangeq (ur. 1822 w Kangeq; zm. 1869 tamże) – grenlandzki malarz i drzeworytnik.
Aron na swych akwarelowych obrazach przedstawiał kulturę oraz sceny z codziennego życia, a także relacje ze Skandynawami z punktu widzenia mieszkańców Grenlandii. Jego prace mają często wydźwięk dramatyczny, pełen przemocy. Jest uznawany za autora opowieści o legendarnym Aqissiaqu – synu Inuity oraz Tunitki. Aron zilustrował tę opowieść także na drzeworytach. Opowieść ta jest uznawana za klasykę literatury dziecięcej na Grenlandii. Została także przetłumaczona na język duński.

## Życiorys
Aron urodził się w 1822 roku w Kangeq na Grenlandii. Był synem Ane Benigny oraz Christiana Heinricha – katechety w niemieckiej misji Braci Morawskich w Kangeq. Miał troje młodszych braci, którzy zmarli w młodym wieku. W roku 1843 pojął za żonę Persitę, z którą miał syna Apollo. Ich syn zmarł w wieku jednego roku. Aron zmarł na gruźlicę w roku 1869 w Kangeq. Miał 47 lat.